# Гаплогруппа U5b (мтДНК)
Гаплогруппа U5b — гаплогруппа митохондриальной ДНК человека.

## Субклады
- U5b1 : A5656G
- U5b2 : C1721T • A13637G
- U5b3 : G228A • G7226A • T16304C

## Палеогенетика

### Неолит
Мегалитическая культура
- Prissé2 — Péré tumulus C — Prissé-la-Charrière, Дё-Севр — Франция — 4336–4076 cal.BC (OxA-15960) — U5b.[1]

### Бронзовый век
Unstrutgruppe, Культура полей погребальных урн
- Лихтенштейн (пещера) — Германия — 1000–700 BC [2]
  - M8, M16 — М — I2a1b2a (L38) : U5b.
  - F4, F7, F8 — Ж — U5b.

### Железный век
Вельбарская культура
- K6 / 314 — Kowalewko, Великопольское воеводство — Польша — 100–300 AD — U5b.[3]

Nordic Iron Age
- Si8 — Simonsborg, Дания — 1–200 AD — U5b.[4]
- B7 — Bøgebjerggård, Дания — 1–400 AD — М — U5b.[4]

### Средние века
Аль-Андалус
- Priego35 — Madinat Baguh — Приего-де-Кордова, Испания — 1100–1300 AD — U5b.[5]

Дания
- R13 — Riisby — 1250–1450 AD — U5b.[4]

## Публикации
2006
- Schilz Felix. Molecular genetic kinship analyses of the prehistoric skeletal collective from the Lichtenstein cave. Гёттингенский университет (23 мая 2006).
- Casas, M.J., Hagelberg, E., Fregel, R., Larruga, J.M. and González, A.M. (Декабрь 2006). Human mitochondrial DNA diversity in an archaeological site in al‐Andalus: Genetic impact of migrations from North Africa in medieval Spain. American Journal of Physical Anthropology. 131 (4): 539–551. ISSN 0002-9483.{{cite journal}}:  Википедия:Обслуживание CS1 (множественные имена: authors list) (ссылка)

2010
- Melchior L, Lynnerup N, Siegismund HR, Kivisild T, Dissing J. Genetic Diversity among Ancient Nordic Populations. PLOS One (30 июля 2010).

2011
- Deguilloux, M.‐F., Soler, L., Pemonge, M.‐H., Scarre, C., Joussaume, R. and Laporte, L. (Январь 2011). News from the west: Ancient DNA from a French megalithic burial chamber. American Journal of Physical Anthropology. 144 (1): 108–118.{{cite journal}}:  Википедия:Обслуживание CS1 (множественные имена: authors list) (ссылка)

2014
- Juras A, Dabert M, Kushniarevich A, Malmström H, Raghavan M, Kosicki JZ, et al. Ancient DNA Reveals Matrilineal Continuity in Present-Day Poland over the Last Two Millennia. PLOS One (22 октября 2014).